# Семеневич, Алехандро
Алеха́ндро Эстанислао Семене́вич (исп. Alejandro Estanislao Semenewicz; 1 июня 1949, Буэнос-Айрес — 1 апреля 2024, Вилья-Доминико, Буэнос-Айрес) — аргентинский футболист, один из самых титулованных игроков в истории клуба «Индепендьенте».

## Биография

### Игровая карьера
Семеневич происходил из семьи польских эмигрантов и у него было прозвище El polaco, что означает поляк. Он начинал карьеру в клубе «Депортиво Морон», в составе которого выступал успешно и помог команде выйти в Высший дивизион.
В 1970 году перешёл в «Индепендьенте», за который он отыграл шесть сезонов и стал ключевой частью знаменитой команды, в составе которой выиграл суммарно десять титулов. В составе «Индепендьенте» Семеневич выиграл два чемпионата Аргентины, четыре Кубка Либертадорес, три Межамериканских кубка и один Межконтинентальный кубок.
В 1977 году перешёл в колумбийский «Атлетико Насьональ», в составе которого отыграл два сезона. В 1980 году вернулся на родину и играл за «Чиполлети», а затем вернулся в «Депортиво Морон», в котором он завершил игровую карьеру в возрасте 33 лет
За сборную Аргентины сыграл семь матчей, в которых не забил ни одного гола.

### Смерть
Скончался 1 апреля 2024 года в Вилья-Доминико в возрасте 74 лет от сердечного приступа.

## Достижения
«Индепендьенте»
- Чемпион Аргентины (2): Насьональ 1970, Метрополитано 1971;
- Обладатель Кубка Либертадорес (4): 1972, 1973, 1974, 1975;
- Обладатель Межамериканского кубка (3): 1973, 1974, 1976;
- Обладатель Межконтинентального кубка: 1973